# Рувалькаба, Хорхе
Хо́рхе Анто́нио Рувалька́ба Ка́стро (исп. Jorge Antonio Ruvalcaba Castro; род. 23 июля 2001, Риалто, Калифорния) — мексиканский футболист, вингер клуба УНАМ Пумас.

## Клубная карьера
Рувалькаба — воспитанник клуба УНАМ Пумас, а также Хорхе выступал за команду калифорнийского университета в Сан-Бернардино в котором учился. 11 января 2022 года в матче против «Толуки» он дебютировал в мексиканской Примере за основной состав «пум». В этом же поединке игрок забил свой первый гол за УНАМ Пумас. В 2023 году Хорхе на правах аренды выступал за дублирующий состав льежского «Стандарда». По окончании аренды Рувалькаба вернулся в УНАМ Пумас.